# Sankt Peter Sogn
Sankt Peter Sogn eller Ulstrup Sogn er (på tysk Kirchspiel Sankt Peter) er et sogn i det sydvestlige Sydslesvig, tidligere i Udholm Herred (Landskabet Ejdersted), nu i Sankt Peter-Ording Kommune i Nordfrislands Kreds i delstaten Slesvig-Holsten. 
I Sankt Peter Sogn findes flg. stednavne:
- Brøsum (Brösum)
- Bøl (Boel)
- Heide
- Hitsbanke
- Nørrehoved
- Olsdorf
- Sankt Peter (egentlig Ulstrup)
- Sønderhoved
- Vestermark
- Wittendün